# SHS in het seizoen 1960/61
Het seizoen 1960/1961 was het zevende jaar in het bestaan van de Haagse betaaldvoetbalclub SHS. De club kwam uit in de Eerste divisie B en eindigde daarin op de 14e plaats. Tevens deed de club mee aan het toernooi om de KNVB beker, hierin werd in de eerste ronde verloren van ADO (2–3).

## Wedstrijdstatistieken

### Eerste divisie B
|       | Be Quick | Blauw-Wit | DHC   | EBOH  | Eindhoven | Excelsior | Go Ahead | 't Gooi | Heerenveen | Helmond | Heracles | RCH   | Sittardia | SVV   | VSV   | Wageningen | ZFC   |
| ----- | -------- | --------- | ----- | ----- | --------- | --------- | -------- | ------- | ---------- | ------- | -------- | ----- | --------- | ----- | ----- | ---------- | ----- |
| Thuis | 2 – 3    | 1 – 2     | 3 – 3 | 1 – 0 | 1 – 1     | 3 – 1     | 1 – 0    | 1 – 1   | 1 – 3      | 2 – 0   | 3 – 1    | 2 – 3 | 3 – 4     | 3 – 1 | 1 – 0 | 0 – 2      | 1 – 1 |
| Uit   | 0 – 3    | 0 – 0     | 3 – 1 | 3 – 1 | 0 – 0     | 3 – 2     | 2 – 3    | 4 – 3   | 4 – 1      | 4 – 0   | 2 – 1    | 2 – 1 | 2 – 1     | 2 – 2 | 4 – 1 | 2 – 1      | 0 – 0 |

### KNVB Beker
| Groepsfase                                              | LFC                                            | 2 – 3 (1 – 1) | SHS                                                                |
| 14 augustus 1960 Plaats: Leiden Sportpark Boshuizerkade | Jilles van der Heyden Henk Siera               |               | 35' Henk Heijmans 75' (pen.) Arie de Wit 90' Jan Eversdijk         |
| Groepsfase                                              | SHS                                            | 1 – 1 (1 – 1) | Sparta                                                             |
| 17 augustus 1960 Plaats: Den Haag Houtrust              | Jan Dahrs                                      |               | Willem van Buuren                                                  |
| Groepsfase                                              | UVS                                            | 2 – 4 (1 – 2) | SHS                                                                |
| 1 januari 1961 Plaats: Leiden Kikkerpolder              | Gerard Duwel 15', 77'                          |               | 6' Theo Valkenhoff 30' John Terborg 55' Jan Huntink Kees Sprenkels |
| Groepsfase                                              | SHS                                            | 3 – 0 (2 – 0) | Excelsior                                                          |
| 12 april 1961 Plaats: Den Haag Houtrust                 | Theo Valkenhoff 40', 45', 85'                  |               |                                                                    |
| 1e ronde                                                | ADO                                            | 3 – 2 (3 – 2) | SHS                                                                |
| 1 mei 1961 Plaats: Den Haag Zuiderparkstadion           | Gerrie Hup 10' Mick Clavan 12' Lex Rijnvis 15' |               | Piet van Wouw John Terborg                                         |

## Statistieken SHS 1960/1961

### Eindstand SHS in de Nederlandse Eerste divisie B 1960 / 1961
| Stand | Gespeeld | Gewonnen | Gelijk | Verloren | Punten | Doelpunten voor | Doelpunten tegen |
| ----- | -------- | -------- | ------ | -------- | ------ | --------------- | ---------------- |
| 14e   | 34       | 9        | 8      | 17       | 26     | 50              | 63               |

### Topscorers
| #                    | Naam            | Goal |
| -------------------- | --------------- | ---- |
| 1.                   | Arie de Wit     | 9    |
| 2.                   | Jan Dahrs       | 8    |
| 3.                   | Theo Valkenhoff | 7    |
| 4.                   | Jan Huntink     | 5    |
| 4.                   | John Terborg    | 5    |
| 6.                   | Cees IJspelder  | 4    |
| 6.                   | Piet van Wouw   | 4    |
| 8.                   | Henk Heijmans   | 3    |
| 9.                   | Jan Eversdijk   | 2    |
| 10.                  | Kees Sprenkels  | 1    |
| Onbekende doelpunten |                 |      |
| –                    | Onbekend        | 2    |
| Totaal               | Totaal          | 50   |

| #      | Naam            | Goal |
| ------ | --------------- | ---- |
| 1.     | Theo Valkenhoff | 4    |
| 2.     | John Terborg    | 2    |
| 3.     | Jan Eversdijk   | 1    |
| 3.     | Henk Heijmans   | 1    |
| 3.     | Jan Huntink     | 1    |
| 3.     | Kees Sprenkels  | 1    |
| 3.     | Arie de Wit     | 1    |
| 3.     | Jan Dahrs       | 1    |
| 3.     | Piet van Wouw   | 1    |
| Totaal | Totaal          | 13   |